# Leon V. (Armenien)

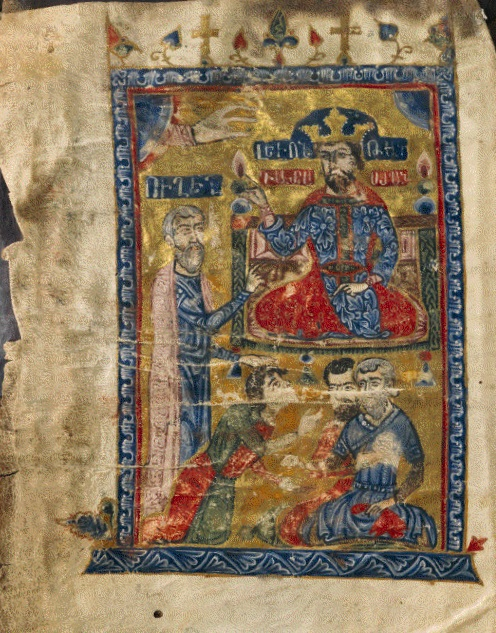
König Leon V. mit Höflingen, Miniatur von Sarkis Pitzak, 1331

Leon V., armenisch Լեիոն Դ, translit. Levon IV, (* 1309; † 28. August 1341) war der letzte König von Kleinarmenien aus der Dynastie der Hethumiden. Er herrschte von 1320 bis 1341. Leon war der Sohn von König Oschin und Isabelle von  Korykos. Er wurde nach dem Tod seines Vaters im Alter von elf Jahren Thronerbe.
Während Leons Minderjährigkeit übte Oschin von Korykos, sein Onkel und Schwiegervater die Regentschaft aus. In dieser Zeit wurde das Königreich durch die Mamluken und das mongolische Reich der Ilchane bedroht. 1320 eroberte und verwüstete der ägyptische Sultan al-Malik an-Nasir Muhammad Teile des Armenischen Königreichs von Kilikien. In einem Schreiben vom 1. Juli 1322, das er von seinem Sitz in Avignon an den mongolischen Il-Khan Abū Saʿīd sandte, erinnerte Papst Johannes XXII. diesen an das Bündnis, das dessen Vorfahren mit den Christen geschlossen hatten und bat ihn, in Kilikien einzugreifen. Gleichzeitig empfahl er ihm, den Islam aufgeben und das Christentum anzunehmen.  Die mongolischen Truppen, die nach Kilikien geschickt wurden, erreichten das Land jedoch erst, als bereits zwischen dem armenischen Katholikos Konstantin und dem ägyptischen Sultan eine Waffenruhe von 15 Jahren ausgehandelt worden war.
Der Regent Oschin von Korykos hatte seine Stiefmutter Johanna von Anjou, eine Tochter des Titularkaisers von Konstantinopel, Philipp I. von Tarent geheiratet. Leon wurde gezwungen, am 10. August 1321 Oschins Tochter Alix von Korykos (von dessen erster Frau, Margarete d’Ibelin) zu heiraten. Oschin ermordete zur Konsolidierung seiner eigenen Macht eine Reihe von Mitgliedern der königlichen Familie. Leon reagierte darauf, nachdem er 1329 die Volljährigkeit erreicht hatte, ebenfalls mit Gewalt. Oschin von Korykos, sein Bruder Konstantin, Konstabler von Armenien und Herr von Lampron, und Leons Frau Alix wurden auf Befehl des Königs getötet, Oschins Kopf wurde an den Il-Khan und der Kopf von Konstantin an Sultan an-Nasir geschickt.
Leon war stark prowestlich eingestellt und favorisierte eine Union der Armenischen Apostolischen Kirche und der Römisch-katholischen Kirche. Dies erregte das Missfallen der armenischen Barone. Seine zweite Ehe, die er am 29. Dezember 1331 mit Konstanze, der Tochter des sizilischen Königs Friedrich II. und Eleonores (Tochter Karls II. von Anjou) sowie Witwe Heinrichs II. von Zypern einging, verstärkte die antiwestlichen Ressentiments.
Als 1337 an-Nasir erneut in das Land einfiel und Ayas eroberte, war Leon gezwungen, einen demütigenden Waffenstillstand zu schließen, Gebietsverluste hinzunehmen und das Versprechen abzugeben, keine Abkommen mit dem Westen zu schließen. Er verbrachte die letzten Jahre seiner Herrschaft in der Zitadelle von Sis in der Hoffnung auf Hilfe aus dem Westen. Am 28. Dezember 1341 wurde er von den Baronen ermordet. Sein einziger Sohn mit seiner Frau Alix, Hethum, starb vor 1331. Die Barone wählten seinen Cousin Guido von Lusignan zu seinem Nachfolger.